# Amphoe Mueang Krabi
Pour les articles homonymes, voir Krabi (homonymie).
Mueang Krabi (en thaï : เมืองกระบี่, prononcer [mɯ̄a̯ŋ krā.bìː]) est un district (Amphoe), capitale de la province de Krabi, dans le sud de la Thaïlande.

## Géographie

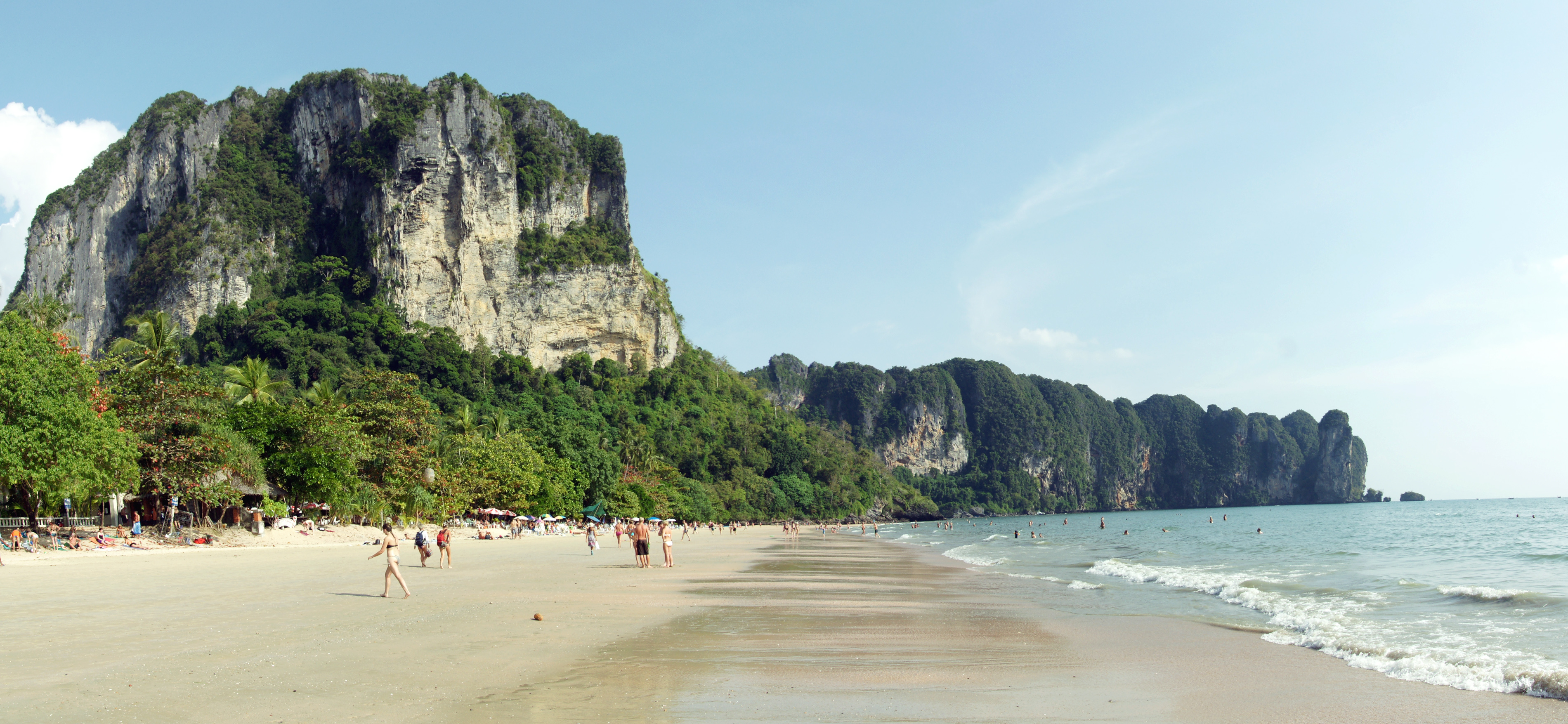
Plage d'Ao Nang

Les districts voisins sont (du nord au sud dans le sens des aiguilles d’une montre) : Ao Luek, Khao Phanom et Nuea Khlong. Au sud et à l’ouest, le district borde la baie de Phang Nga.
Dans le district se trouvent l’archipel des Îles Phi Phi et plusieurs petites îles. Le paysage karstique de la côte a attiré les touristes sur les plages d’Ao Nang et de Railay, bien connues des grimpeurs.
Le parc national de Khao Phanom Bencha, au nord du district, protège les forêts autour de Khao Phanom Bencha, la plus haute altitude de la province de Krabi. Ces collines sont également la source de la rivière Krabi, qui se jette dans la baie de Phang Nga à l’emplacement de la ville de Krabi. Son estuaire avec des forêts de mangroves et des vasières est une zone humide protégée Ramsar.

## Administration
Le district est divisé en 10 sous-districts (tambons), qui sont subdivisés en 66 villages (mubans). Krabi elle-même est la seule ville (thesaban mueang) du district, couvrant les tambons de Pak Nam et Krabi Yai. Les tambons restants ont chacun une organisation administrative tambon (TAO).
| \| Numéro \| Nom \| Nom en thai \| Villages \| Population \| \| \| 1. \| Pak Nam \| ปากน้ำ \| - \| 17 294 \| \| \| 2. \| Krabi Yai \| กระบี่ใหญ่ \| - \| 7 692 \| \| \| 3. \| Krabi Noi \| กระบี่น้อย \| 13 \| 1 326 \| \| \| 5. \| Khao Khram \| เขาคราม \| 6 \| 9 249 \| \| \| 6. \| Khao Thong \| เขาทอง \| 6 \| 5 774 \| \| \| 11. \| Thap Prik \| ทับปริก \| 8 \| 7 962 \| \| \| 15. \| Sai Thai \| ไสไทย \| 7 \| 10 851 \| \| \| 16. \| Ao Nang \| อ่าวนาง \| 8 \| 7 898 \| \| \| 17. \| Nong Thale \| หนองทะเล \| 7 \| 8 647 \| \| \| 18. \| Khlong Prasong \| คลองประสงค์ \| 11 \| 4 670 \| \| Les numéros manquants 4, 7-10 et 12-14 ont été séparés en tant que district de Nuea Khlong |                |             |          |            |  |
| Numéro | Nom            | Nom en thai | Villages | Population |  |
| 1. | Pak Nam        | ปากน้ำ       | -        | 17 294     |  |
| 2. | Krabi Yai      | กระบี่ใหญ่     | -        | 7 692      |  |
| 3. | Krabi Noi      | กระบี่น้อย     | 13       | 1 326      |  |
| 5. | Khao Khram     | เขาคราม     | 6        | 9 249      |  |
| 6. | Khao Thong     | เขาทอง      | 6        | 5 774      |  |
| 11. | Thap Prik      | ทับปริก       | 8        | 7 962      |  |
| 15. | Sai Thai       | ไสไทย       | 7        | 10 851     |  |
| 16. | Ao Nang        | อ่าวนาง      | 8        | 7 898      |  |
| 17. | Nong Thale     | หนองทะเล    | 7        | 8 647      |  |
| 18. | Khlong Prasong | คลองประสงค์  | 11       | 4 670      |  |